# Kråsmusseron
Kråsmusseron (Tricholoma focale) är en svampart som först beskrevs av Elias Fries, och fick sitt nu gällande namn av Ricken 1914. Kråsmusseron ingår i släktet musseroner och familjen Tricholomataceae.  Arten är reproducerande i Sverige. Inga underarter finns listade i Catalogue of Life.